# 埃絲特·費雷爾
埃絲特·費雷爾（西班牙語：Esther Ferrer；1937年—）是西班牙的一個跨界別的概念藝術家及表演藝術導師。她被認為是當代西班牙的一位重要的藝術家。

## 簡歷
埃絲特·費雷爾生於佛朗哥時期的西班牙，在吉普斯誇省的省會圣塞瓦斯蒂安出生，屬於巴斯克自治區的一部份。
1963-1968年，埃絲特·費雷爾住在巴黎，在畫家何塞·安東尼奧創建的“自由表達工作坊”工作。1966年，埃絲特·費雷爾加入了由及Juan Hidalgo Codorniu創立的表演團體及流行實驗音樂組合。ZAJ的路線被歸類為新達達主義，以其大膽及概念性的表現而知名，其作品亦有在西班牙以表演古典音樂為主的演奏廳上演。儘管佛朗哥時期的西班牙奉行法西斯主義，樂團卻有其表演的空間，直到1996年才由其創辦人之一的沃爾特·馬爾凱蒂解散。
埃絲特·費雷爾的製作包括有靜物裝置、攝影，以及基於質數的主題系列。她亦以作為一位表演藝術者而知名。埃絲特·費雷爾現時亦會不定期舉行講座及授課，給學生傳授表演藝術的技巧。她亦曾於第十屆打开国际行为艺术节前往中國。

## 榮譽
- 1999年；獲選代表西班牙參加威尼斯双年展。
- 2008年：榮獲西班牙國家藝術獎[3][4]。

## 家庭
埃絲特·費雷爾已婚，她的丈夫是極簡主義作曲家Tom Johnson。

## 外部連結
- Esther Ferrer: Works and Process Two-part documentary series on Esther Ferrer
- FONS AUDIO #1: Esther Ferrer （页面存档备份，存于） A podcast on the artist and the Zaj Group